# Solidární přirážka (Německo)
Solidární přirážka (něm. Solidaritätszuschlag, lidově Soli; někdy též v české literatuře označována jako solidární daň) je součástí daňové soustavy Spolkové republiky Německo. Jedná se o přirážku, která je ukládána k dani z příjmů, dani z kapitálových příjmů a korporátní dani sjednoceného Německa.
Smyslem přirážky bylo podpořit restrukturalizaci spolkových zemí bývalého Východního Německa a překonat jejich zaostalost za západními spolkovými zeměmi. Výše přirážky činila 7,5 % a původně měla být pouze jednoroční (od 1. 7. 1991 do 30. 6. 1992). V roce 1995 byla obnovena, o tři roky byla její sazba snížena na 5,5 %. Zrušení uvedené přirážky je politiky stále odsouváno do budoucna.
Přirážka, která měla být původně jen dočasným opatřením, budí značné kontroverze. V jejím prodlužování je spatřována protiústavnost. V roce 2013 některé chudší regiony v bývalém Západním Německu požadovaly participaci na výnosech z této daně.